# Raffinerie de pétrole de Syzran
La raffinerie de Syzran est une usine russe de raffinage du pétrole implantée à Syzran dans l'oblast de Samara détenue par Rosneft.
Ouverte en 1942, son lieu de construction est choisi en 1939 en raison de sa position idéale, avec un accès au trafic fluvial et au réseau de chemin de fer. Sa capacité de production a été de 6,88 millions de tonnes de pétrole en 2013.
En 2016, le bénéfice de l'usine s'élevait à 1 245,7 millions de roubles et 2285 employés.
Le 16 mars 2024, le complexe pétrolier est la cible d'attaques de drones,,.